# Lubartów (województwo lubuskie)
Lubartów – wieś w Polsce położona w województwie lubuskim, w powiecie żagańskim, w gminie Wymiarki. Leży w północnej części Borów Dolnośląskich. Nazwa wsi pochodzi od imienia Lubart.
W latach 1975–1998 miejscowość administracyjnie należała do województwa zielonogórskiego.